# Campionati mondiali di pattinaggio di figura 2018
I Campionati mondiali di pattinaggio di figura 2018 sono stati la 108ª edizione della competizione di pattinaggio di figura, valida per la stagione 2017-2018. Si sono svolti al Mediolanum Forum di Milano dal 21 al 25 marzo.

## Qualificazioni
Sono stati ammessi a partecipare gli atleti che hanno compiuto 15 anni entro il 1º luglio 2017. La competizione è aperta agli atleti di nazioni consociate all'ISU, che selezionano i partecipanti secondo i propri criteri, rispettando le regole ISU, per le quali gli atleti debbano aver conseguito il punteggio tecnico minimo richiesto ad un evento internazionale prima dei Campionati mondiali, al fine di essere ammessi a partecipare a questo evento.
Le medaglie sono assegnate nelle discipline del singolo maschile, singolo donne, coppie e danza su ghiaccio. L'evento determinerà il numero di partecipanti che ogni nazione potrà inviare ai Campionati mondiali 2019 di Saitama.

### Numero di partecipanti per discipline
In base ai risultati del Campionato mondiale 2017, ogni nazione membro dell'ISU può schierare da 1 a 3 partecipanti.
| Posti                                                            | Uomini                            | Donne                                    | Coppie                              | Danza                 |
| ---------------------------------------------------------------- | --------------------------------- | ---------------------------------------- | ----------------------------------- | --------------------- |
| 3                                                                | Giappone Stati Uniti              | Canada Russia Stati Uniti                | Canada Cina Russia                  | Canada Stati Uniti    |
| 2                                                                | Canada Cina Israele Russia Spagna | Corea del Sud Giappone Italia Kazakistan | Francia Germania Italia Stati Uniti | Francia Italia Russia |
| I Paesi non in lista potranno far partecipare un solo candidato. |                                   |                                          |                                     |                       |

## Partecipanti
Il 7 marzo la Federazione di pattinaggio del Giappone ha annunciato che il campione olimpico Yuzuru Hanyū non avrebbe partecipato all'evento perché la caviglia destra, infortunata in novembre, aveva bisogno di due settimane di riposo e tre mesi di riabilitazione. I paesi membri hanno annunciato i seguenti partecipanti, tra cui non è presente nessuno dei campioni uscenti:
| Nazione               | Uomini                               | Donne                                                  | Coppie | Danza                                                                                         |
| --------------------- | ------------------------------------ | ------------------------------------------------------ | --- | --------------------------------------------------------------------------------------------- |
| Armenia               | Slavik Hayrapetyan                   |                                                        | | Tina Garabedian / Simon Proulx-Sénécal                                                        |
| Australia             | Brendan Kerry                        | Kailani Craine                                         | Ekaterina Alexandrovskaya / Harley Windsor                                                                   | Chantelle Kerry / Andrew Dodds                                                                |
| Austria               |                                      | Alisa Stomakhina                                       | Miriam Ziegler / Severin Kiefer                                                                              |                                                                                               |
| Azerbaigian           | Larry Loupolover                     |                                                        | |                                                                                               |
| Belgio                |                                      | Loena Hendrickx                                        | |                                                                                               |
| Bielorussia           |                                      |                                                        | | Viktoria Kavaliova / Yurii Bieliaiev                                                          |
| Brasile               |                                      | Isadora Williams                                       | |                                                                                               |
| Bulgaria              |                                      |                                                        | | Teodora Markova / Simon Daze                                                                  |
| Canada                | Keegan Messing Nam Nguyen            | Larkyn Austman Gabrielle Daleman Kaetlyn Osmond        | Kirsten Moore-Towers / Michael Marinaro Camille Ruest / Andrew Wolfe Julianne Séguin / Charlie Bilodeau      | Piper Gilles / Paul Poirier Carolane Soucisse / Shane Firus Kaitlyn Weaver / Andrew Poje      |
| Cina                  | Jin Boyang                           | Li Xiangning                                           | Peng Cheng / Jin Yang Yu Xiaoyu / Zhang Hao                                                                  | Wang Shiyue / Liu Xinyu                                                                       |
| Cina Taipei           | Chih-I Tsao                          | Amy Lin                                                | |                                                                                               |
| Corea del Nord        |                                      |                                                        | Ryom Tae-ok / Kim Ju-sik                                                                                     |                                                                                               |
| Corea del Sud         | Kim Jin-seo                          | Choi Da-bin Kim Ha-nul                                 | Kim Kyu-eun / Alex Kangchan Kam                                                                              | Yura Min / Alexander Gamelin                                                                  |
| Croazia               | Nicholas Vrdoljak                    |                                                        | Lana Petranović / Antonio Souza-Kordeiru                                                                     |                                                                                               |
| Estonia               |                                      | Gerli Liinamäe                                         | |                                                                                               |
| Finlandia             | Valtter Virtanen                     | Viveca Lindfors                                        | | Cecilia Törn / Jussiville Partanen                                                            |
| Francia               | Romain Ponsart                       | Laurine Lecavelier                                     | Lola Esbrat / Andrei Novoselov Vanessa James / Morgan Ciprès                                                 | Marie-Jade Lauriault / Romain Le Gac Gabriella Papadakis / Guillaume Cizeron                  |
| Georgia               | Moris Qvitelashvili                  |                                                        | |                                                                                               |
| Germania              | Paul Fentz                           | Nicole Schott                                          | Annika Hocke / Ruben Blommaert Aljona Savchenko / Bruno Massot                                               | Kavita Lorenz / Joti Polizoakis                                                               |
| Giappone              | Keiji Tanaka Kazuki Tomono Shōma Uno | Wakaba Higuchi Satoko Miyahara                         | Miu Suzaki / Ryūichi Kihara                                                                                  | Kana Muramoto / Chris Reed                                                                    |
| Israele               | Alexei Bychenko Daniel Samohin       |                                                        | Paige Conners / Evgeni Krasnopolski                                                                          | Adel Tankova / Ronald Zilberberg                                                              |
| Italia                | Matteo Rizzo                         | Carolina Kostner Elisabetta Leccardi                   | Nicole Della Monica / Matteo Guarise Valentina Marchei / Ondřej Hotárek                                      | Anna Cappellini / Luca Lanotte Charlène Guignard / Marco Fabbri                               |
| Kazakistan            | Abzal Rakimgaliev                    | Elizabet Tursynbaeva                                   | |                                                                                               |
| Lettonia              | Deniss Vasiļjevs                     | Angelīna Kučvaļska                                     | |                                                                                               |
| Lituania              |                                      | Elžbieta Kropa                                         | | Allison Reed / Saulius Ambrulevičius                                                          |
| Malaysia              | Julian Yee                           |                                                        | |                                                                                               |
| Messico               | Donovan Carrillo                     |                                                        | |                                                                                               |
| Norvegia              |                                      | Anne Line Gjersem                                      | |                                                                                               |
| Polonia               | Ihor Reznichenko                     |                                                        | | Natalia Kaliszek / Maksym Spodyriev                                                           |
| Repubblica Ceca       | Michal Březina                       | Eliška Březinová                                       | Anna Dušková / Martin Bidař                                                                                  | Cortney Mansour / Michal Češka                                                                |
| Regno Unito           | Phillip Harris                       | Natasha McKay                                          | Zoe Jones / Christopher Boyadji                                                                              | Lilah Fear / Lewis Gibson                                                                     |
| Russia                | Dmitri Aliev Mikhail Kolyada         | Stanislava Konstantinova Maria Sotskova Alina Zagitova | Kristina Astakhova / Alexei Rogonov Evgenija Tarasova / Vladimir Morozov Natalia Zabiiako / Alexander Enbert | Alexandra Stepanova / Ivan Bukin Tiffany Zahorski / Jonathan Guerreiro                        |
| Serbia                |                                      | Antonina Dubinina                                      | |                                                                                               |
| Slovacchia            |                                      | Nicole Rajičová                                        | | Lucie Myslivečková / Lukáš Csölley                                                            |
| Slovenia              |                                      | Daša Grm                                               | |                                                                                               |
| Spagna                | Javier Raya                          |                                                        | Laura Barquero / Aritz Maestu                                                                                | Olivia Smart / Adrià Díaz                                                                     |
| Stati Uniti d'America | Max Aaron Nathan Chen Vincent Zhou   | Mariah Bell Mirai Nagasu Bradie Tennell                | Alexa Scimeca Knierim / Chris Knierim Deanna Stellato-Dudek / Nathan Bartholomay                             | Madison Chock / Evan Bates Kaitlin Hawayek / Jean-Luc Baker Madison Hubbell / Zachary Donohue |
| Svezia                | Alexander Majorov                    | Anita Östlund                                          | |                                                                                               |
| Svizzera              | Stéphane Walker                      | Alexia Paganini                                        | Ioulia Chtchetinina / Mikhail Akulov                                                                         |                                                                                               |
| Turchia               | Burak Demirboğa                      |                                                        | | Alisa Agafonova / Alper Uçar                                                                  |
| Ucraina               | Ivan Pavlov                          |                                                        | | Oleksandra Nazarova / Maxim Nikitin                                                           |
| Ungheria              |                                      | Ivett Tóth                                             | Elizaveta Kashitsyna / Márk Magyar                                                                           | Anna Yanovskaya / Ádám Lukács                                                                 |
| Uzbekistan            | Misha Ge                             |                                                        | |                                                                                               |

### Atleti rimpiazzati
| Data             | Nazione     | Disciplina        | Iniziale                            | Rimpiazzo                                  |
| ---------------- | ----------- | ----------------- | ----------------------------------- | ------------------------------------------ |
|                  | Canada      | Uomini            | Patrick Chan                        | Nam Nguyen                                 |
| 16 febbraio 2018 | Canada      | Coppie            | Meagan Duhamel / Eric Radford       | Camille Ruest / Andrew Wolfe               |
| 20 febbraio 2018 | Canada      | Danza su ghiaccio | Tessa Virtue / Scott Moir           | Carolane Soucisse / Shane Firus            |
| 20 febbraio 2018 | Spagna      | Uomini            | Javier Fernández                    | Javier Raya                                |
| 25 febbraio 2018 | Russia      | Coppie            | Ksenija Stolbova / Fëdor Klimov     | Kristina Astakhova / Alexei Rogonov        |
| 28 febbraio 2018 | Russia      | Danza su ghiaccio | Ekaterina Bobrova / Dmitri Soloviev | Tiffany Zahorski / Jonathan Guerreiro      |
|                  | Regno Unito | Danza su ghiaccio | Penny Coomes / Nicholas Buckland    | Lilah Fear / Lewis Gibson                  |
| 2 marzo 2018     | Stati Uniti | Uomini            | Adam Rippon                         | Max Aaron                                  |
| 2 marzo 2018     | Stati Uniti | Danza su ghiaccio | Maia Shibutani / Alex Shibutani     | Kaitlin Hawayek / Jean-Luc Baker           |
| 7 marzo 2018     | Giappone    | Uomini            | Yuzuru Hanyū                        | Kazuki Tomono                              |
| 7 marzo 2018     | Filippine   | Donne             | Alisson Perticheto                  | Nessuno                                    |
| 9 marzo 2018     | Cina        | Coppie            | Sui Wenjing / Han Cong              | Nessuno                                    |
| 13 marzo 2018    | Russia      | Donne             | Evgenia Medvedeva                   | Stanislava Konstantinova                   |
| 13 marzo 2018    | Ucraina     | Donne             | Anna Khnychenkova                   | Nessuno                                    |
| 16 marzo 2018    | Stati Uniti | Donne             | Karen Chen                          | Mariah Bell                                |
| 16 marzo 2018    | Stati Uniti | Coppie            | Tarah Kayne / Daniel O'Shea         | Deanna Stellato-Dudek / Nathan Bartholomay |
| 16 marzo 2018    | Azerbaigian | Coppie            | Sofiya Karagodina / Semyon Stepanov | Nessuno                                    |
| 16 marzo 2018    | Kazakistan  | Uomini            | Denis Ten                           | Abzal Rakimgaliev                          |

## Risultati

### Uomini
| Posizione                       | Nome                | Nazione       | Punteggio totale | Programma corto | Programma corto | Programma libero | Programma libero |
| ------------------------------- | ------------------- | ------------- | ---------------- | --------------- | --------------- | ---------------- | ---------------- |
| 1                               | Nathan Chen         | Stati Uniti   | 321.40           | 1               | 101.94          | 1                | 219.46           |
| 2                               | Shōma Uno           | Giappone      | 273.77           | 5               | 94.26           | 2                | 179.51           |
| 3                               | Mikhail Kolyada     | Russia        | 272.32           | 2               | 100.08          | 4                | 172.24           |
| 4                               | Alexei Bychenko     | Israele       | 258.28           | 7               | 90.99           | 7                | 167.29           |
| 5                               | Kazuki Tomono       | Giappone      | 256.11           | 11              | 82.61           | 3                | 173.50           |
| 6                               | Deniss Vasiļjevs    | Lettonia      | 254.86           | 9               | 84.25           | 5                | 170.61           |
| 7                               | Dmitri Aliev        | Russia        | 252.30           | 13              | 82.15           | 6                | 170.15           |
| 8                               | Keegan Messing      | Canada        | 252.30           | 6               | 93.00           | 11               | 159.30           |
| 9                               | Misha Ge            | Uzbekistan    | 249.57           | 8               | 86.01           | 9                | 163.56           |
| 10                              | Michal Březina      | Rep. Ceca     | 243.99           | 17              | 78.01           | 8                | 165.98           |
| 11                              | Max Aaron           | Stati Uniti   | 241.49           | 15              | 79.78           | 10               | 161.71           |
| 12                              | Alexander Majorov   | Svezia        | 237.79           | 10              | 82.71           | 13               | 155.08           |
| 13                              | Keiji Tanaka        | Giappone      | 236.66           | 14              | 80.17           | 12               | 156.49           |
| 14                              | Vincent Zhou        | Stati Uniti   | 235.24           | 3               | 96.78           | 19               | 138.46           |
| 15                              | Paul Fentz          | Germania      | 230.92           | 12              | 82.49           | 16               | 148.43           |
| 16                              | Romain Ponsart      | Francia       | 229.20           | 16              | 79.55           | 14               | 149.65           |
| 17                              | Matteo Rizzo        | Italia        | 225.44           | 18              | 77.43           | 17               | 148.01           |
| 18                              | Brendan Kerry       | Australia     | 223.85           | 19              | 74.99           | 15               | 148.86           |
| 19                              | Jin Boyang          | Cina          | 223.41           | 4               | 95.85           | 23               | 127.56           |
| 20                              | Daniel Samohin      | Israele       | 214.01           | 20              | 72.78           | 18               | 141.23           |
| 21                              | Julian Yee          | Malaysia      | 209.03           | 21              | 72.43           | 20               | 136.60           |
| 22                              | Donovan Carrillo    | Messico       | 200.76           | 24              | 68.13           | 21               | 132.63           |
| 23                              | Slavik Hayrapetyan  | Armenia       | 199.72           | 23              | 68.18           | 22               | 131.54           |
| 24                              | Phillip Harris      | Regno Unito   | 187.69           | 22              | 68.59           | 24               | 119.10           |
| Non ammessi al programma libero |                     |               |                  |                 |                 |                  |                  |
| 25                              | Nam Nguyen          | Canada        | 67.79            | 25              | 67.79           | N.D.             | N.D.             |
| 26                              | Moris Qvitelashvili | Georgia       | 67.01            | 26              | 67.01           | N.D.             | N.D.             |
| 27                              | Stéphane Walker     | Svizzera      | 65.79            | 27              | 65.79           | N.D.             | N.D.             |
| 28                              | Burak Demirboğa     | Turchia       | 65.43            | 28              | 65.43           | N.D.             | N.D.             |
| 29                              | Ivan Pavlov         | Ucraina       | 64.18            | 29              | 64.18           | N.D.             | N.D.             |
| 30                              | Chih-I Tsao         | Taipei cinese | 64.06            | 30              | 64.06           | N.D.             | N.D.             |
| 31                              | Larry Loupolover    | Azerbaigian   | 61.82            | 31              | 61.82           | N.D.             | N.D.             |
| 32                              | Abzal Rakimgaliev   | Kazakistan    | 61.19            | 32              | 61.19           | N.D.             | N.D.             |
| 33                              | Kim Jin-seo         | Corea del Sud | 60.72            | 33              | 60.72           | N.D.             | N.D.             |
| 34                              | Nicholas Vrdoljak   | Croazia       | 59.74            | 34              | 59.74           | N.D.             | N.D.             |
| 35                              | Valtter Virtanen    | Finlandia     | 55.49            | 35              | 55.49           | N.D.             | N.D.             |
| 36                              | Ihor Reznichenko    | Polonia       | 51.70            | 36              | 51.70           | N.D.             | N.D.             |
| 37                              | Javier Raya         | Spagna        | 50.00            | 37              | 50.00           | N.D.             | N.D.             |

### Donne
| 1                               | Kaetlyn Osmond           | Canada        | 223.23 | 4  | 72.73 | 1        | 150.50   |
| 2                               | Wakaba Higuchi           | Giappone      | 210.90 | 8  | 65.89 | 2        | 145.01   |
| 3                               | Satoko Miyahara          | Giappone      | 210.08 | 3  | 74.36 | 3        | 135.72   |
| 4                               | Carolina Kostner         | Italia        | 208.88 | 1  | 80.27 | 5        | 128.61   |
| 5                               | Alina Zagitova           | Russia        | 207.72 | 2  | 79.51 | 7        | 128.21   |
| 6                               | Bradie Tennell           | Stati Uniti   | 199.89 | 7  | 68.76 | 4        | 131.13   |
| 7                               | Gabrielle Daleman        | Canada        | 196.72 | 6  | 71.61 | 8        | 125.11   |
| 8                               | Maria Sotskova           | Russia        | 196.61 | 5  | 71.80 | 9        | 124.81   |
| 9                               | Loena Hendrickx          | Belgio        | 192.31 | 10 | 64.07 | 6        | 128.24   |
| 10                              | Mirai Nagasu             | Stati Uniti   | 187.52 | 9  | 65.21 | 11       | 122.31   |
| 11                              | Elizabet Tursynbaeva     | Kazakistan    | 186.85 | 11 | 62.38 | 10       | 124.47   |
| 12                              | Mariah Bell              | Stati Uniti   | 174.40 | 17 | 59.15 | 12       | 115.25   |
| 13                              | Nicole Schott            | Germania      | 174.13 | 12 | 61.84 | 14       | 112.29   |
| 14                              | Laurine Lecavelier       | Francia       | 173.23 | 15 | 59.79 | 13       | 113.44   |
| 15                              | Kim Ha-nul               | Corea del Sud | 170.68 | 14 | 60.14 | 15       | 110.54   |
| 16                              | Viveca Lindfors          | Finlandia     | 166.23 | 13 | 60.18 | 16       | 106.05   |
| 17                              | Kailani Craine           | Australia     | 154.41 | 20 | 56.90 | 18       | 97.51    |
| 18                              | Eliška Březinová         | Rep. Ceca     | 153.14 | 18 | 58.37 | 19       | 94.77    |
| 19                              | Stanislava Konstantinova | Russia        | 153.03 | 16 | 59.19 | 20       | 93.84    |
| 20                              | Alexia Paganini          | Svizzera      | 149.66 | 19 | 57.86 | 22       | 91.80    |
| 21                              | Elisabetta Leccardi      | Italia        | 149.17 | 23 | 51.13 | 17       | 98.04    |
| 22                              | Daša Grm                 | Slovenia      | 144.51 | 22 | 52.43 | 21       | 92.08    |
| 23                              | Ivett Tóth               | Ungheria      | 136.87 | 24 | 50.63 | 23       | 86.24    |
| 24                              | Choi Da-bin              | Corea del Sud | 55.30  | 21 | 55.30 | ritirata | ritirata |
| Non ammesse al programma libero |                          |               |        |    |       |          |          |
| 25                              | Larkyn Austman           | Canada        | 50.17  | 25 | 50.17 | N.D.     | N.D.     |
| 26                              | Li Xiangning             | Cina          | 50.06  | 26 | 50.06 | N.D.     | N.D.     |
| 27                              | Nicole Rajičová          | Slovacchia    | 49.87  | 27 | 49.87 | N.D.     | N.D.     |
| 28                              | Amy Lin                  | Taipei cinese | 49.31  | 28 | 49.31 | N.D.     | N.D.     |
| 29                              | Anita Östlund            | Svezia        | 48.99  | 29 | 48.99 | N.D.     | N.D.     |
| 30                              | Alisa Stomakhina         | Austria       | 48.71  | 30 | 48.71 | N.D.     | N.D.     |
| 31                              | Elžbieta Kropa           | Lituania      | 46.53  | 31 | 46.53 | N.D.     | N.D.     |
| 32                              | Natasha McKay            | Regno Unito   | 45.89  | 32 | 45.89 | N.D.     | N.D.     |
| 33                              | Anne Line Gjersem        | Norvegia      | 45.25  | 33 | 45.25 | N.D.     | N.D.     |
| 34                              | Gerli Liinamäe           | Estonia       | 45.14  | 34 | 45.14 | N.D.     | N.D.     |
| 35                              | Isadora Williams         | Brasile       | 42.16  | 35 | 42.16 | N.D.     | N.D.     |
| 36                              | Antonina Dubinina        | Serbia        | 41.40  | 36 | 41.40 | N.D.     | N.D.     |
| 37                              | Angelīna Kučvaļska       | Lettonia      | 35.78  | 37 | 35.78 | N.D.     | N.D.     |

### Coppie
| 1                               | Aljona Savchenko / Bruno Massot            | Germania       | 245.84 | 1  | 82.98 | 1    | 162.86 |
| 2                               | Evgenija Tarasova / Vladimir Morozov       | Russia         | 225.53 | 2  | 81.29 | 2    | 144.24 |
| 3                               | Vanessa James / Morgan Ciprès              | Francia        | 218.36 | 3  | 75.32 | 3    | 143.04 |
| 4                               | Natalia Zabiiako / Alexander Enbert        | Russia         | 207.88 | 4  | 74.38 | 6    | 133.50 |
| 5                               | Nicole Della Monica / Matteo Guarise       | Italia         | 206.06 | 5  | 72.53 | 5    | 133.53 |
| 6                               | Kirsten Moore-Towers / Michael Marinaro    | Canada         | 204.33 | 10 | 70.49 | 4    | 133.84 |
| 7                               | Yu Xiaoyu / Zhang Hao                      | Cina           | 203.36 | 9  | 71.31 | 7    | 132.05 |
| 8                               | Kristina Astakhova / Alexei Rogonov        | Russia         | 202.16 | 7  | 71.62 | 9    | 130.54 |
| 9                               | Peng Cheng / Jin Yang                      | Cina           | 202.07 | 6  | 71.98 | 10   | 130.09 |
| 10                              | Valentina Marchei / Ondřej Hotárek         | Italia         | 202.02 | 8  | 71.37 | 8    | 130.65 |
| 11                              | Anna Dušková / Martin Bidař                | Rep. Ceca      | 189.60 | 13 | 66.29 | 11   | 123.31 |
| 12                              | Ryom Tae-ok / Kim Ju-sik                   | Corea del Nord | 188.77 | 12 | 66.32 | 12   | 122.45 |
| 13                              | Annika Hocke / Ruben Blommaert             | Germania       | 184.83 | 16 | 63.26 | 13   | 121.57 |
| 14                              | Miriam Ziegler / Severin Kiefer            | Austria        | 184.30 | 14 | 65.21 | 14   | 119.09 |
| 15                              | Alexa Scimeca Knierim / Chris Knierim      | Stati Uniti    | 182.04 | 11 | 69.55 | 15   | 112.49 |
| 16                              | Ekaterina Alexandrovskaya / Harley Windsor | Australia      | 177.46 | 15 | 65.02 | 16   | 112.44 |
| Non ammessi al programma libero |                                            |                |        |    |       |      |        |
| 17                              | Deanna Stellato-Dudek / Nathan Bartholomay | Stati Uniti    | 61.48  | 17 | 61.48 | N.D. | N.D.   |
| 18                              | Camille Ruest / Andrew Wolfe               | Canada         | 59.98  | 18 | 59.98 | N.D. | N.D.   |
| 19                              | Paige Conners / Evgeni Krasnopolski        | Israele        | 58.44  | 19 | 58.44 | N.D. | N.D.   |
| 20                              | Laura Barquero / Aritz Maestu              | Spagna         | 58.36  | 20 | 58.36 | N.D. | N.D.   |
| 21                              | Lana Petranović / Antonio Souza-Kordeiru   | Croazia        | 57.25  | 21 | 57.25 | N.D. | N.D.   |
| 22                              | Julianne Séguin / Charlie Bilodeau         | Canada         | 55.68  | 22 | 55.68 | N.D. | N.D.   |
| 23                              | Ioulia Chtchetinina / Mikhail Akulov       | Svizzera       | 53.62  | 23 | 53.62 | N.D. | N.D.   |
| 24                              | Miu Suzaki / Ryūichi Kihara                | Giappone       | 53.33  | 24 | 53.33 | N.D. | N.D.   |
| 25                              | Lola Esbrat / Andrei Novoselov             | Francia        | 51.94  | 25 | 51.94 | N.D. | N.D.   |
| 26                              | Kim Kyu-eun / Alex Kangchan Kam            | Corea del Sud  | 42.85  | 26 | 42.85 | N.D. | N.D.   |
| 27                              | Zoe Jones / Christopher Boyadji            | Regno Unito    | 42.02  | 27 | 42.02 | N.D. | N.D.   |
| 28                              | Elizaveta Kashitsyna / Márk Magyar         | Ungheria       | 36.33  | 28 | 36.33 | N.D. | N.D.   |

### Danza su ghiaccio
| 1                               | Gabriella Papadakis / Guillaume Cizeron | Francia       | 207.20 | 1  | 83.73 | 1    | 123.47 |
| 2                               | Madison Hubbell / Zachary Donohue       | Stati Uniti   | 196.64 | 2  | 80.42 | 2    | 116.22 |
| 3                               | Kaitlyn Weaver / Andrew Poje            | Canada        | 192.35 | 3  | 78.31 | 4    | 114.04 |
| 4                               | Anna Cappellini / Luca Lanotte          | Italia        | 192.08 | 4  | 77.46 | 3    | 114.62 |
| 5                               | Madison Chock / Evan Bates              | Stati Uniti   | 187.28 | 5  | 75.66 | 5    | 111.62 |
| 6                               | Piper Gilles / Paul Poirier             | Canada        | 186.10 | 6  | 74.51 | 6    | 111.59 |
| 7                               | Alexandra Stepanova / Ivan Bukin        | Russia        | 184.01 | 7  | 74.50 | 7    | 109.51 |
| 8                               | Tiffany Zahorski / Jonathan Guerreiro   | Russia        | 180.42 | 8  | 72.45 | 8    | 107.97 |
| 9                               | Charlène Guignard / Marco Fabbri        | Italia        | 178.44 | 9  | 71.15 | 9    | 107.29 |
| 10                              | Kaitlin Hawayek / Jean-Luc Baker        | Stati Uniti   | 165.28 | 15 | 63.48 | 10   | 101.80 |
| 11                              | Kana Muramoto / Chris Reed              | Giappone      | 164.38 | 10 | 65.65 | 11   | 98.73  |
| 12                              | Olivia Smart / Adrià Díaz               | Spagna        | 162.05 | 12 | 63.73 | 12   | 98.32  |
| 13                              | Marie-Jade Lauriault / Romain Le Gac    | Francia       | 159.64 | 14 | 63.50 | 13   | 96.14  |
| 14                              | Carolane Soucisse / Shane Firus         | Canada        | 159.46 | 11 | 64.02 | 14   | 95.44  |
| 15                              | Oleksandra Nazarova / Maxim Nikitin     | Ucraina       | 158.40 | 16 | 63.35 | 15   | 95.05  |
| 16                              | Kavita Lorenz / Joti Polizoakis         | Germania      | 157.02 | 17 | 62.08 | 16   | 94.94  |
| 17                              | Natalia Kaliszek / Maksym Spodyriev     | Polonia       | 151.46 | 13 | 63.70 | 19   | 87.76  |
| 18                              | Wang Shiyue / Liu Xinyu                 | Cina          | 150.75 | 19 | 61.18 | 17   | 89.57  |
| 19                              | Alisa Agafonova / Alper Uçar            | Turchia       | 149.05 | 20 | 60.38 | 18   | 88.67  |
| 20                              | Allison Reed / Saulius Ambrulevičius    | Lituania      | 148.30 | 18 | 61.33 | 20   | 86.97  |
| Non ammessi al programma libero |                                         |               |        |    |       |      |        |
| 21                              | Yura Min / Alexander Gamelin            | Corea del Sud | 58.82  | 21 | 58.82 | N.D. | N.D.   |
| 22                              | Tina Garabedian / Simon Proulx-Sénécal  | Armenia       | 58.64  | 22 | 58.64 | N.D. | N.D.   |
| 23                              | Cecilia Törn / Jussiville Partanen      | Finlandia     | 57.96  | 23 | 57.96 | N.D. | N.D.   |
| 24                              | Lilah Fear / Lewis Gibson               | Regno Unito   | 57.56  | 24 | 57.56 | N.D. | N.D.   |
| 25                              | Lucie Myslivečková / Lukáš Csölley      | Slovacchia    | 55.54  | 25 | 55.54 | N.D. | N.D.   |
| 26                              | Cortney Mansour / Michal Češka          | Rep. Ceca     | 55.27  | 26 | 55.27 | N.D. | N.D.   |
| 27                              | Anna Yanovskaya / Ádám Lukács           | Ungheria      | 54.11  | 27 | 54.11 | N.D. | N.D.   |
| 28                              | Viktoria Kavaliova / Yurii Bieliaiev    | Bielorussia   | 50.40  | 28 | 50.40 | N.D. | N.D.   |
| 29                              | Teodora Markova / Simon Daze            | Bulgaria      | 47.57  | 29 | 47.57 | N.D. | N.D.   |
| 30                              | Chantelle Kerry / Andrew Dodds          | Australia     | 46.05  | 30 | 46.05 | N.D. | N.D.   |
| 31                              | Adel Tankova / Ronald Zilberberg        | Israele       | 43.50  | 31 | 43.50 | N.D. | N.D.   |